# 多年生花生
多年生花生（学名：Arachis glabrata）为豆科花生屬下的一个种。